# Cipla
Cipla Limited (: , : ) je prominentna Indijska farmaceutska kompanija, najbolje poznata izvan Indije po proizvodnji jeftinih anti-AIDS lekova za HIV-pozitivne pacijente u zemljama u razvoju. Ovu kompaniju je osnovao Indijski naučnik Khvaja Abdul Hamied pod imenom Hemijske, industrijske & farmaceutske laboratorije 1935. Cipla proizvodi lekova za tretman kardiovaskularnih bolesti, artritisa, dijabetesa, kontrolu telesne težine, depresiju i mnoga druga oboljenja. Njeni proizvodi su u prodaji u više od 180 zemalja.

## Spoljašnje veze
- Cipla
- Indijska No:1 farmaceutska kompanija